# Matías Zaracho
Federico Matías Javier Zaracho (Wilde, 10 marzo 1998) è un calciatore argentino, centrocampista del Racing Club.

## Caratteristiche tecniche
È un trequartista, ma può giocare anche da mezzala. Considerato uno dei maggiori talenti della sua generazione.

## Carriera

### Club
Cresciuto nelle giovanili del Racing Club, esordisce il 17 dicembre 2016 nel match perso 1-0 contro l'Unión (SF).
Segna la sua prima rete il 22 giugno 2017, decidendo il match vinto 1-0 contro il Colón (SF).

### Nazionale
Nel 2017 partecipa con la nazionale Under-20 argentina al Campionato sudamericano ed al Campionato mondiale, disputando rispettivamente 5 e 2 match.
Ha esordito con la maglia della nazionale argentina il 26 marzo 2019, subentrando a partita in corso nell'amichevole vinta 1-0 contro il Marocco.

## Statistiche

### Presenze e reti nei club
Statistiche aggiornate al 23 marzo 2025.
| Stagione                | Squadra                 | Campionato              | Campionato | Campionato | Coppe nazionali | Coppe nazionali | Coppe nazionali | Coppe continentali | Coppe continentali | Coppe continentali | Altre coppe | Altre coppe | Altre coppe | Totale | Totale | Totale |
| Stagione                | Squadra                 | Comp                    | Pres       | Reti       | Comp            | Pres            | Reti            | Comp               | Pres               | Reti               | Comp        | Pres        | Reti        | Pres   | Reti   |        |
| ----------------------- | ----------------------- | ----------------------- | ---------- | ---------- | --------------- | --------------- | --------------- | ------------------ | ------------------ | ------------------ | ----------- | ----------- | ----------- | ------ | ------ | ------ |
| 2016-2017               | Racing Club             | PD                      | 4          | 1          | CA              | 2               | 1               | CS                 | 5                  | 0                  | -           | -           | -           | 11     | 2      |        |
| 2017-2018               | Racing Club             | PD                      | 22         | 1          | CA              | 0               | 0               | CS                 | 8                  | 1                  | -           | -           | -           | 30     | 2      |        |
| 2018-2019               | Racing Club             | PD                      | 23         | 3          | CA+CdS          | 1+4             | 0               | CS                 | 1                  | 0                  | TdC         | 1           | 0           | 30     | 3      |        |
| 2019-2020               | Racing Club             | PD                      | 19         | 4          | CA+CdS          | 0+1             | 0               | CL                 | 2                  | 1                  | -           | -           | -           | 22     | 5      |        |
| ott.-dic. 2020          | Atlético Mineiro        | M1/MG+A                 | 0+13       | 0+1        | CB              | -               | -               | CS                 | -                  | -                  | -           | -           | -           | 13     | 1      |        |
| 2021                    | Atlético Mineiro        | M1/MG+A                 | 9+32       | 1+7        | CB              | 7               | 2               | CL                 | 10                 | 3                  | -           | -           | -           | 58     | 13     |        |
| 2022                    | Atlético Mineiro        | M1/MG+A                 | 9+26       | 0+2        | CB              | 2               | 0               | CL                 | 6                  | 0                  | SB          | -           | -           | 43     | 2      |        |
| 2023                    | Atlético Mineiro        | M1/MG+A                 | 4+27       | 0+2        | CB              | 4               | 1               | CL                 | 9                  | 0                  | -           | -           | -           | 44     | 3      |        |
| 2024                    | Atlético Mineiro        | M1/MG+A                 | 4+16       | 1+2        | CB              | 6               | 1               | CL                 | 7                  | 0                  | -           | -           | -           | 33     | 4      |        |
| Totale Atlético Mineiro | Totale Atlético Mineiro | Totale Atlético Mineiro | 26+114     | 2+14       |                 | 19              | 4               |                    | 32                 | 3                  |             | -           | -           | 191    | 23     |        |
| 2025                    | Racing Club             | PD                      | 8          | 0          | CA              | 1               | 0               | CL                 | 0                  | 0                  | RS          | 2           | 1           | 11     | 1      |        |
| Totale Racing Club      | Totale Racing Club      | Totale Racing Club      | 76         | 9          |                 | 9               | 1               |                    | 16                 | 2                  |             | 3           | 1           | 104    | 13     |        |
| Totale carriera         | Totale carriera         | Totale carriera         | 216        | 25         |                 | 28              | 5               |                    | 48                 | 5                  |             | 3           | 1           | 295    | 36     |        |

### Cronologia presenze e reti in nazionale
| Cronologia completa delle presenze e delle reti in nazionale ― Argentina | Cronologia completa delle presenze e delle reti in nazionale ― Argentina | Cronologia completa delle presenze e delle reti in nazionale ― Argentina | Cronologia completa delle presenze e delle reti in nazionale ― Argentina | Cronologia completa delle presenze e delle reti in nazionale ― Argentina | Cronologia completa delle presenze e delle reti in nazionale ― Argentina | Cronologia completa delle presenze e delle reti in nazionale ― Argentina | Cronologia completa delle presenze e delle reti in nazionale ― Argentina |
| Data                                                                     | Città                                                                    | In casa                                                                  | Risultato                                                                | Ospiti                                                                   | Competizione                                                             | Reti                                                                     | Note                                                                     |
| ------------------------------------------------------------------------ | ------------------------------------------------------------------------ | ------------------------------------------------------------------------ | ------------------------------------------------------------------------ | ------------------------------------------------------------------------ | ------------------------------------------------------------------------ | ------------------------------------------------------------------------ | ------------------------------------------------------------------------ |
| 26-3-2019                                                                | Tangeri                                                                  | Marocco                                                                  | 0 – 1                                                                    | Argentina                                                                | Amichevole                                                               | -                                                                        | 67’                                                                      |
| Totale                                                                   |                                                                          | Presenze                                                                 | 1                                                                        |                                                                          | Reti                                                                     | 0                                                                        |                                                                          |

## Palmarès

### Club

#### Competizioni nazionali
- Campionato argentino: 1

Racing Club: 2018-2019
- Trofeo de Campeones de la Superliga Argentina: 1

Racing Club: 2019
- Campionato brasiliano: 1

Atlético Mineiro: 2021
- Coppa del Brasile: 1

Atlético Mineiro: 2021
- Supercoppa del Brasile: 1

Atlético Mineiro: 2022

#### Competizioni statali
- Campionato Mineiro: 3

Atlético Mineiro: 2022, 2023, 2024

#### Competizioni internazionali
- Recopa Sudamericana: 1

Racing Club: 2025